# Wijk aan Zee
Wijk aan Zee je malé město na pobřeží Severního moře v obci Beverwijk v provincii Severní Holandsko v Nizozemsku. Díky své přímořské poloze se Wijk aan Zee stal oblíbeným cílem turistů. V roce 2019 měl Wijk an Zee 2 400 obyvatel. Koná se zde prestižní šachový turnaj.